# Cerezo (kommun)
Cerezo är en kommun i Spanien.   Den ligger i provinsen Provincia de Cáceres och regionen Extremadura, i den centrala delen av landet, 220 km väster om huvudstaden Madrid. Antalet invånare är 185. Arean är 18,1 kvadratkilometer. Cerezo gränsar till Ahigal.
Terrängen i Cerezo är platt åt sydost, men åt nordväst är den kuperad.